# Ждеравац
Ждеравац (лат. Gulo gulo) је сисар из реда звери (Carnivora) и породице куна (Mustelidae). 

## Распрострањење
Ареал ждеравца обухвата већи број држава. Врста има станиште у Канади, САД, Русији, Кини, Шведској, Норвешкој, Финској, Монголији и Естонији.

## Станиште
Станишта врсте су шуме, планине и тундра. 

## Начин живота
Број младунаца које женка доноси на свет је обично 1-5, просечно 3. Животиња се храни лешинама животиња које су убиле друге звери, али и активно лови глодаре, зечеве, ирвасе и домаће овце. Просечан животни век у дивљини је 4-6 година, највише до 13.

## Угроженост
Ова врста није угрожена, и наведена је као последња брига јер има широко распрострањење.